# Блейк, Рут
Рут Блейк (англ. Ruth E. Blake) — американский геохимик и учёный-эколог. Она является профессором Йельского университета по наукам о Земле и планетах, исследованиям окружающей среды, а также химической и экологической инженерии. Работа Блейк сосредоточена на морских биогеохимических процессах, палеоклимате, астробиологии и геохимии стабильных изотопов. 

## Образование
Рут Блейк получила степень бакалавра наук по геологии в Университете Уэйна в 1987 году и степень магистра наук по гидрогеологии в Техасском университете в 1982 году. В 1998 году она получила докторскую степень по геохимии в Мичиганском университете. Докторское исследование Блейк было сосредоточено на том, как микробная активность может влиять на изотопы кислорода в фосфатах.

## Карьера и исследования
Будучи профессором Йельского университета, Блейк расширила сферу своих научных исследований, используя изотопные данные в древних морских фосфатах, чтобы показать, что в архейскую эру в океане наблюдалась значительная биологическая активность.
Блейк работала над множеством других исследовательских тем, связанных с биологической и/или химической активностью в океанах, отложениях и почвах. Она занималась разработкой методов изотопной геохимии.

## Награды и почести
В 2002 году Блейк была удостоена медали Ф.У. Кларка от Геохимического общества.